# Бабак Людмила Петрівна
Людми́ла Петрі́вна Баба́к (* 1998) — українська спортсменка, веслувальниця на байдарках.

## З життєпису
Народилася 1998 року в місті Енергодар. Вихованка спортивно-оздоровчого комплексу Запорізької АЕС — відділення «веслування на байдарках і каное».
Станом на 2017 рік є володаркою 9 вищих нагород на Чемпіонатах світу та Європи.
Бронзова призерка чемпіонату Європи 2018 року.
2019 року двічі завоювала «золото» на Чемпіонаті світу з веслувального марафону в китайському Шаосіні.
В червні 2021-го виборола бронзу на Чемпіонаті Європи з веслування — на дистанції 5000 метрів в каное-одиночці.